# Bellini-cocktail

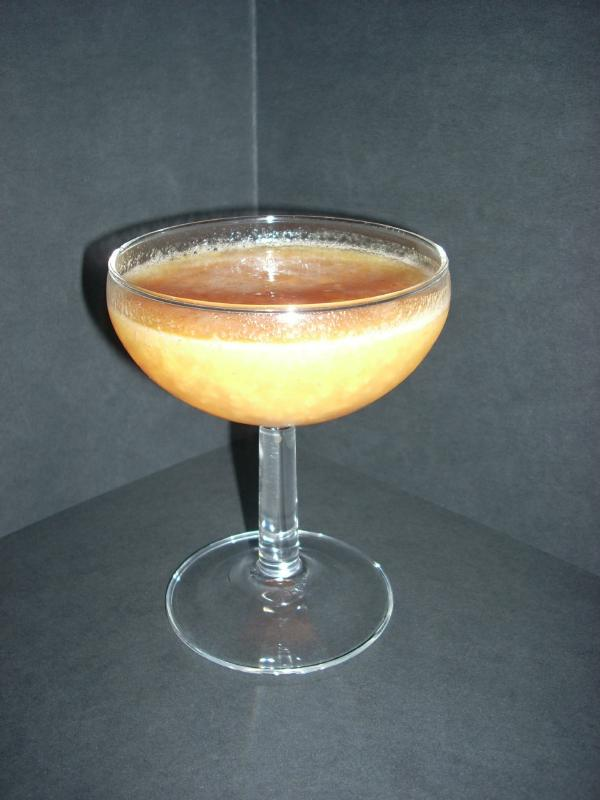
een Bellini in een laag champagneglas

De Bellini-cocktail werd voor het eerst geschonken in Harry's Bar in het Italiaanse Venetië. Wanneer precies is niet bekend, maar het zal ergens tussen 1934 en 1948 zijn geweest. De bedenker, Giuseppe Cipriani, vernoemde de cocktail naar de Venetiaanse schilder Giovanni Bellini omdat de oranje kleur hem aan een van zijn schilderijen deed denken.
De bellini is een mix van gepureerde perzik en droge prosecco. Deze wordt geserveerd in een hoog champagneglas (of in een lage -coup).

## Varianten
- De wat luxueuzere uitvoering wordt gemaakt van witte perzik. Hier wordt een scheutje kersen- of frambozensap aan toegevoegd waardoor de drank een oranje-roze gloed krijgt.
- in plaats van prosecco wordt ook wel andere mousserende wijn gebruikt. Het wordt afgeraden om champagne te gebruiken.